# Saurodactylus mauritanicus
Espèce
Synonymes
- Gymnodactylus mauritanicus Duméril & Bibron, 1836

Statut de conservation UICN

 LC  : Préoccupation mineure
Saurodactylus mauritanicus est une espèce de geckos de la famille des Sphaerodactylidae.

## Répartition
Cette espèce se rencontre jusqu'à 1 200 m d'altitude :
- dans le Nord-Est du Maroc ;
- dans le Nord-Ouest de l'Algérie ;
- dans les Plazas de soberanía espagnoles de Melilla, de l'île Alborán et des îles Zaffarines.

## Systématique et taxinomie
La sous-espèce Saurodactylus mauritanicus brosseti a été élevée au rang d'espèce par Geniez, Mateo, Geniez et Pether en 2004.

## Étymologie
Son nom d'espèce lui a été donné en référence au lieu de sa découverte, la Maurétanie.

## Publication originale
- Duméril & Bibron, 1836 : Erpetologie Générale ou Histoire Naturelle Complete des Reptiles. Librairie Encyclopédique Roret, Paris, vol. 3, p. 1-517 (texte intégral).